# Tommaso Benedetti
Pour les articles homonymes, voir Benedetti.
Tommaso Benedetti, né le 1er mai 1796 à Londres, ou en 1797 à Rome, et mort le 16 février 1863 à Vienne, est un peintre et graveur italien.

## Biographie
Tommaso Benedetti est né le 1er mai 1796 à Londres, ou en 1797 à Rome.
Après la mort de son père, il est recueilli par le célèbre collectionneur J. Barth, pour qui il grave une Tête de Junon. Il se rend en Italie avec Steinbuchl, directeur du cabinet de médailles, et devient membre de l'Académie des Arts à Vienne. 
Il meurt le 16 février 1863 à Vienne.

## Œuvres

### Aquarelles
- Sauvetage pendant un incendie[1].
- Le rendez-vous[1].

### Gravures
- Tête de Junon[1].
- La Cène, d'après Léonard de Vinci[1].
- Le Christ au Tombeau, d'après Titien[1].
- La Sainte Famille, d'après Titien[1].
- Le Duc de Reichstadt, d'après Daffinger[1].
- La Mère divine, d'après Caracci[1].
- Tête de Madeleine, d'après Caracci[1].
- Madone, d'après Memling[1].
- Portrait de l'empereur François Ier, d'après Ammerling[3].
- Portrait de l'empereur François Ier, d'après Kupelwieser[3].
- Portrait de l'Archiduc Charles d'Autriche, d'après Josef Kriehuber[3],[Note 1].
- L'enterrement, d'après Titien[3].
- La Vierge aux cerises, d'après Titien[3].